# ماسارو آرای
ماسارو آرای (انگلیسی: Masaru Arai؛ زادهٔ ۱ ژانویه ۱۹۵۲) یک ستاره‌شناس اهل ژاپن است.